# The Panic Broadcast
The Panic Broadcast ist das achte Studioalbum der schwedischen Göteborg- bzw. Modern-Metal-Band Soilwork. Auf dem Album ist Peter Wichers wieder an der Gitarre zu hören, welcher die Band zwischen 2005 und 2008 verlassen hatte.

## Wissenswertes
Das Schlagzeug wurde im Januar 2010 im Echo Mountain Studio mit Jens Bogren aufgenommen. Alles Weitere wurde zwischen Februar und März 2010 in Mooresville, North Carolina mit Peter Wichers für Wichers Productions aufgenommen. Abgemischt wurde das Album im April von Jens Bogren bei Fascination Street Recordings. Das CD-Artwork stammt von Bartosz Nalezinski. Zu dem Titel Deliverance is Mine wurde ein offizielles Musikvideo gedreht.

## Rezeption
Im Metal Hammer bekam das Album 6 von 7 möglichen Punkten. Dort wurden die Lieder als kompakter und perfekt zwischen Härte und Melodie ausbalanciert beschrieben. Auch der weiter optimierte und vielfältige Gesang von Strid wurde gelobt.

## Versionen
Dem Digipak, der Japan-Version sowie dem 7" CD-Boxset liegen neben den Bonussongs eine Studio-DVD bei. Als weiteren Bonus gibt es zu dem, auf 500 Exemplare limitierten und ausverkauften, 7" CD-Boxset ein Poster.

## Titelliste
1. Late for the Kill, Early for the Slaughter – 4:10
2. Two Lives worth of Reckoning – 4:56
3. The Thrill – 4:33
4. Deliverance is Mine – 3:51
5. Night Comes Clean – 5:12
6. King of the Threshold – 4:57
7. Let this River Flow – 5:21
8. Epitome – 4:45
9. The Akuma Afterglow – 4:30
10. Enter Dog of Pavlov – 5:38
11. Sweet Demise – 4:09 (Bonussong Digipak, LP, Japan-Version und 7" CD-Boxset)
12. Sadistic Lullabye 2010 (Bonussong Japan-Version)
13. The Crestfallen [Drop's Syber Revision] (Bonussong Japan-Version)
14. Distance [Drop's Electrip Enhancement] (Bonussong 7" CD-Boxset)